# 辑庆镇
辑庆镇，是中华人民共和国四川省德阳市中江县下辖的一个乡镇级行政单位。2019年12月，撤销合兴乡，将其所属行政区域划归辑庆镇管辖。

## 行政区划
辑庆镇下辖以下地区：
街道社区、中兴镇场镇社区、上场村、引泉村、永远村、飞凤村、联丰村、柳河村、青云村、狮子村、飞龙村、柳林村、中兴村、大田坝村、文堂村、书房村、祝家庙村、张家沟村、新民村、五根松村、月塘村、响井村、黄姜寺村、长梁村和钟楼村。